# Onesia steffani
Onesia steffani är en tvåvingeart som beskrevs av Hiromu Kurahashi 1987. Onesia steffani ingår i släktet Onesia och familjen spyflugor. Inga underarter finns listade i Catalogue of Life.